# Desmacidon mamillatum
Desmacidon mamillatum är en svampdjursart som beskrevs av Patricia R. Bergquist och Fromont 1988. Desmacidon mamillatum ingår i släktet Desmacidon och familjen Desmacididae.
Artens utbredningsområde är havet kring Nya Zeeland. Inga underarter finns listade i Catalogue of Life.